# Leucania flavalba
Leucania flavalba är en fjärilsart som beskrevs av Emilio Berio 1970. Leucania flavalba ingår i släktet Leucania och familjen nattflyn. Inga underarter finns listade i Catalogue of Life.